# Тен Велде, Рютгер
Рютгер тен Велде (нидерл. Rutger ten Velde; род. 5 марта 1997, Арнем) — нидерландский гандболист, выступает за гандбольный клуб «Фриш Ауф Геппинген» и сборную Нидерландов по гандболу.

## Карьера

### Клубная
Рютгер начинал свою гандбольную карьеру в нидерландской команде «Волендам». Затем переехал в Германию, где выступал за различные немецкие клубы низших дивизионов.
После успешного для себя чемпионата Европы 2024 года одна из команд немецкой бундеслиги "Фриш Ауф «Геппинген» объявила, что тен Вельде подписал контракт на два года, начиная с сезона 2024/2025 годов.

### Международная карьера в сборной
Тен Велде представлял сборную Нидерландов на чемпионате Европы по гандболу среди мужчин в 2022 году. На чемпионате Европы по гандболу среди мужчин в 2024 году Рютгер занял пятое место в общем списке лучших бомбардиров, забив 45 голов за весь турнир.